# Joseph Franz von Allioli
Joseph Franz Allioli (1852-től von Allioli), (Sulzbach-Rosenberg, 1793. augusztus 10. - Augsburg,  1873. május 22.) német katolikus teológus, régész. Bibliafordításáról nevezetes.

## Életpályája

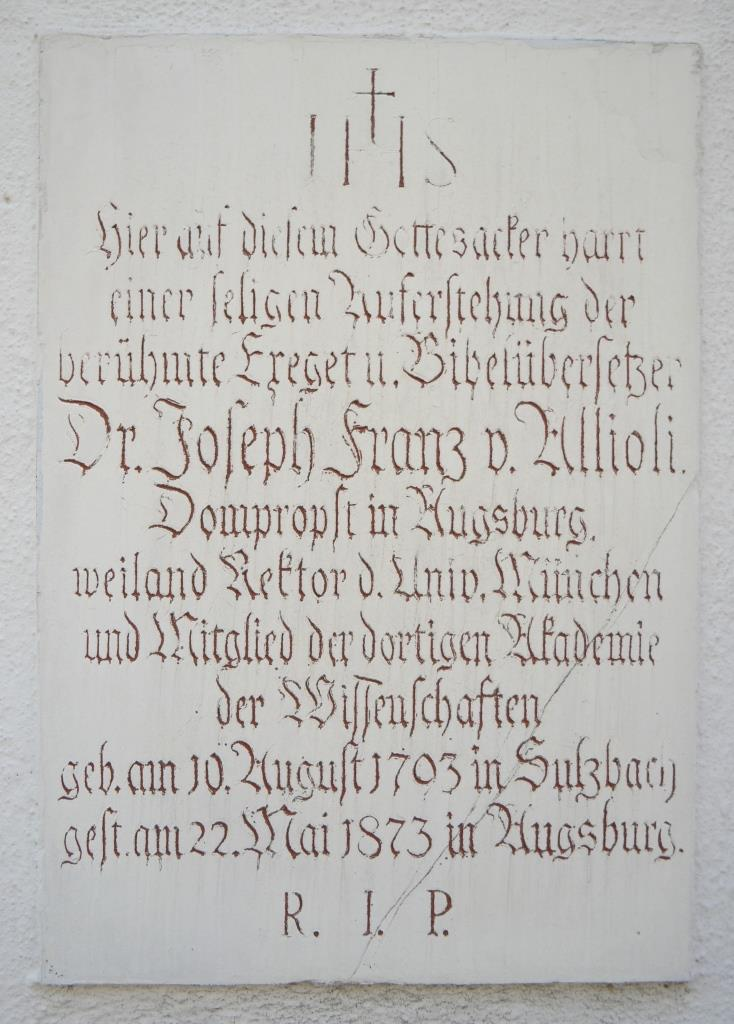
Epitáfiuma az augsburgi Hermanfriedhof templomából

1816-ban szentelték pappá. 1821-ben magántanár lett Landshutban, majd 1823-tól a keleti nyelvek, az egzegézis és a régészet tanára. 1826-ban  a müncheni egyetemre került, ahol 1830-ban rektor és az akadémia tagja lett.  1835-ben - betegsége miatt - lemondott katedrájáról, és regensburgi kanonok, 1838-tól augsburgi prépost lett. Bibliai régészettel foglalkozott. Legnagyobb hatása Allioli szentírásfordításának volt, amelyet a Vulgáta és az eredeti szövegek összevetése alapján készített és jegyzetelt. Művének az első kiadása 1830-32-ben jelent meg Nürnbergben. 